# Bartomeu Fullana Amengual "Perrussoi"
Bartomeu Fullana Amengual "Perrussoi". (Santa Maria del Camí, 1888 - Son Espanyol, Palma, 1983). Glosador.
Va fer de pagès i de jornaler, però al final de la seva vida treballà de carreter per a l'exèrcit. De la seva obre de glosador destacà la composició "Sa mort de na Catalina Vich Coll de Santa Eugènia". El glosat no du data, però la jove havia mort el 1912. Va glosar amb en Calafat dins Can Topa, a Santa Eugènia.
| «                              | S'Ajuda vostra voldria, que em donàssiu llum i guia per explicar en poesia sa terrible malaltia que tengué una fadrina, qui nomia Catalina. de vint-i-dos anys, qui com prou ha hagut penat d'aquest món s'ha despedida | » |
| — Bartomeu Fullana "Perrussoi" | |   |

El glosat acaba així:
| «                              | Si voleu sebre qui ha dictat sa mort d'aquesta fadrina és un de Santa Maria qui de sa seva sabiduria no usa ni en fa fantasia ni tampoc en fa mercat, i ara viu retirat a un racó de Can Andria | » |
| — Bartomeu Fullana "Perrussoi" | |   |